# Evangelisch-Lutherisches Dekanat Weißenburg in Bayern
Das Evangelisch-Lutherische Dekanat Weißenburg in Bayern ist eines der zehn Dekanate des Kirchenkreises Nürnberg. Sitz ist Weißenburg in Bayern, eine Große Kreisstadt im mittelfränkischen Landkreis Weißenburg-Gunzenhausen. Amtierende Dekanin ist Ingrid Gottwald-Weber.

## Geschichte
In der Reformationszeit gab es im Dekanatsbezirk als Herrschaftsträger den Markgraf von Brandenburg-Ansbach, das Hochstift Eichstätt, die Reichserbmarschälle zu Pappenheim, die Reichsstadt Weißenburg und die Ritterschaft.
Das Markgraftum Brandenburg-Ansbach setzte die Reformation in Alfershausen um 1528, in Thalmässing 1528 bzw. 1529 (St. Marien), in Emetzheim 1536, in Ettenstatt nach dem Besitzerwechsel 1599, in Eysölden 1528 und in Weiboldshausen 1529 durch. Die Reichsstadt Weißenburg nahm bei der Einführung der Reformation auf ihren Nachbarn, den Markgrafen von Brandenburg-Kulmbach Rücksicht. Georg der Fromme regierte gemeinschaftlich mit seinem Bruder Kasimir von Brandenburg-Kulmbach beide Landesteile. Kasimir hatte der Reformation eine Absage erteilt. Erst nach dessen Tod am 21. September 1527 konnte 1528 die Reformation im Markgraftum eingeführt werden. Zu dieser Zeit muss auch Weißenburg sich der Reformation angeschlossen haben.
Innerhalb der Ritterschaft führten die Erbmarschälle von Pappenheim in Alesheim um 1540 die neue Lehre ein. Die Schenk von Geyern führten in Burgsalach 1528, in Bergen 1530 und in Thalmannsfeld um 1530 die Reformation ein. Nach der Gegenreformation 1628 wurde 1650 restituiert und ein Mitbenützungsrecht der Kirche für Katholiken erwirkt.
Nach dem Übergang der verschiedenen Herrschaftsgebiete an Bayern wurde 1810 das Dekanat Weißenburg in Bayern gegründet. Mit der Auflösung des Dekanats Thalmässing zum 1. Oktober 1969 wurden seine Gemeinden an das Dekanat Weißenburg angeschlossen.

## Kirchengemeinden
Zum Dekanatsbezirk Dekanat Weißenburg in Bayern gehören 30 Kirchengemeinden. Sie sind im Folgenden unter dem Namen der Pfarreien (Ort des Pfarramtes) mit ihren Kirchengebäuden aufgelistet:
| - Alfershausen - Alfershausen, St. Martin (1742) - Heideck, Gemeindehaus - Tiefenbach, Christuskirche (1753) - Burgsalach-Oberhochstatt (Oberhochstatt) - Burgsalach, St. Coloman (1744) - Oberhochstatt, St. Martin - Ellingen - Ellingen, Christuskirche - Hörlbach, St. Oswald - Eysölden - Eysölden, St. Thomas und Ägidius - Offenbau, St. Erhard - Felchbachtal (Ettenstatt) - Ettenstatt, St. Johannis - Reuth unter Neuhaus, St. Marien - Höttingen, St. Johannes - Weiboldshausen, St. Nikolai - Flüglingen (Weimersheim) - Weimersheim, St. Veit - Alesheim, St. Emmeram (1738) - Emetzheim, St. Johannis - Holzingen, St. Margareta - Kattenhochstatt, St. Magnus - Trommetsheim, St. Emmeram | - Jura (Nennslingen) - Bergen, St. Georg (1773) - Geyern, St. Bartolomäus - Kaltenbuch, St. Nikolaus (1716) - Nennslingen, Beatae Mariae Virginis - Wengen, St. Peter - Thalmannsfeld, St. Ulrich (14. Jh.) - Pleinfeld - Pleinfeld, St. Petrus - Thalmässing – untere Pfarrei St. Gotthard - Thalmässing, St. Gotthard (1722–24) - Aue, St. Otilien (1668) - Gebersdorf, St. Nikolaus (1768) - Ruppmannsburg, Christuskirche (1893) - Reichersdorf, St. Johannes Baptista - Thalmässing – obere Pfarrei St. Michael - Thalmässing, St. Michael (1712–14) - Thalmässing, St. Marien (Langhaus 1784) bis 1634 mittlere Pfarrei - Landersdorf, St. Jakobus (1796) - Schwimbach, St. Lorenz - Greding, Apostelkirche (1967) - Weißenburg - Weißenburg, St. Andreas - Weißenburg, Spitalkirche - Wülzburg, Nikolauskapelle |